# بلايني هاردي
بلايني هاردي (بالإنجليزية: Blaine Hardy)‏ هو لاعب كرة قاعدة أمريكي، ولد في 14 مارس 1987 في سياتل في الولايات المتحدة.

## وصلات خارجية
- باتريك هاردي على موقع دوري كرة القاعدة الرئيسي (الإنجليزية)
- باتريك هاردي على موقعبيزبول رفرنس.كوم (الدوري الرئيسي) (الإنجليزية)
- باتريك هاردي على موقعبيزبول رفرنس.كوم (الدوري الثانوي) (الإنجليزية)
- باتريك هاردي على موقع إي إس بي إن.كوم (أم.أل.بي) (الإنجليزية)
- باتريك هاردي على موقع مشجعي الرسوم البيانية (الإنجليزية)